# ダン・エア1008便墜落事故
ダン・エア1008便墜落事故（ダン・エア1008びんついらくじこ）は、1980年4月25日にテネリフェで発生した航空事故である。ダン・エア1008便はマンチェスターとテネリフェを結んでいたチャーター機で、この事故は誤ったホールディングパターンを行っていた事故機がテネリフェのラ・エスペランサ山に激突し発生したものである。この事故により乗客乗員146人全員が死亡した(p4)。

## 事故機
事故機のボーイング727-46（G-BDAN）は製造番号19279として製造され、1966年に日本航空に導入された機体で、当時は「たま号」という愛称が付けられていた。その後東亜国内航空を経てダン・エアに1974年に売却された。事故の時点で事故機は延べ30,600時間もの間運用されていた。

## フライト
1008便はイギリスのマンチェスター空港とカナリア諸島のテネリフェ・ノルテ空港を結んでいたチャーター便であった。1008便にはVOR/DMEの'TFN'ビーコンから14 nmi (26 km; 16 mi)の地点でRWY12への着陸のために'FP'ビーコンへ進むよう管制から指示が出た。1008便はFL 110からFL 60へ降下した後にTFN地点に到達したと報告したが、その際に管制からはFP地点付近でホールディングパターンに入るよう指示が出た。この地点での待機は正式なものではなく、クルーが持っていた航路図にも描かれていなかったが、クルーは指示を受諾した。だが実際には1008便はFP地点上空を通過しておらず機体はFPの南を飛行していた。待機指示の1分後には5,000 ft (1,500 m)への降下許可が出た。
機長は現地の航空管制官の指示通りに待機パターンに入ったと伝えていたが、実際には少なくとも最低安全高度が4,400 mの高地がある南東方面へと左旋回してしまった。降下中に飛行機のGPWSが作動し、クルーはすぐに右上に回避行動を取ったが、現地時間13時21分15秒にラ・エスペランサ山地の中腹に衝突(p1) した。衝撃で乗客乗員全員が死亡し、350 m以上に渡り機体の残骸が散乱した(pp13‐15)。

## 事故調査と原因
スペインの当局が行った事故調査の結果、機長が自身が飛んでいた高度を顧みなかった結果危険な高度を飛んだ事による事故と結論付けられた。一方で、イギリス側は補遺で航空管制官から出された曖昧且つ遅れた指示が機長の方向感覚喪失に寄与したと結論付けた(p4)(p30)。またこの補遺では先述の非公式なホールディングパターンは事故機のような旅客機には到底曲がれないような厳しい旋回をするものとなっており、仮に1008便が引き起こしたパイロットエラーが無くても航空機は事故発生地域に飛んでしまうとした(p31)。更にこの補遺ではこのホールディングパターンでは1008便に指示された高度5,000フィート (1,500 m)は不適切であるとし、最低でも7,000フィート (2,100 m)上空でないといけないとした。(p30)

## 記念碑

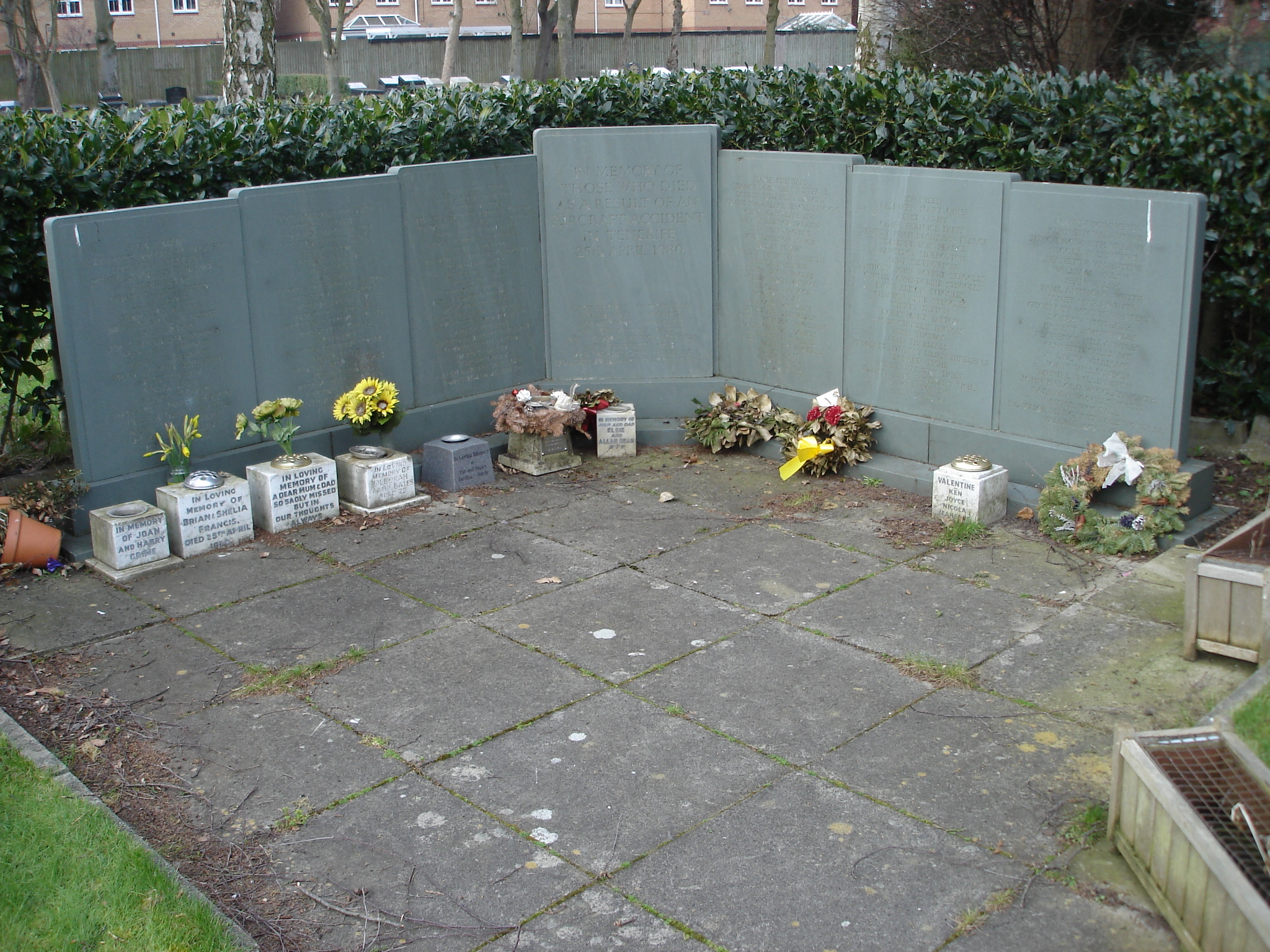
1008便の記念碑

事故機の出発地であるマンチェスターのサザン墓地にはこの事故の犠牲者を悼む記念碑が建てられ、犠牲者の名前が刻まれている。また、犠牲者の中には地元の聖公会教徒も含まれていた事から、テネリフェのプエルト・デ・ラ・クルーズのタオロ・パルケにある全聖人教会にもこの事故の祈念公園が作られている。